# John Bagot Glubb

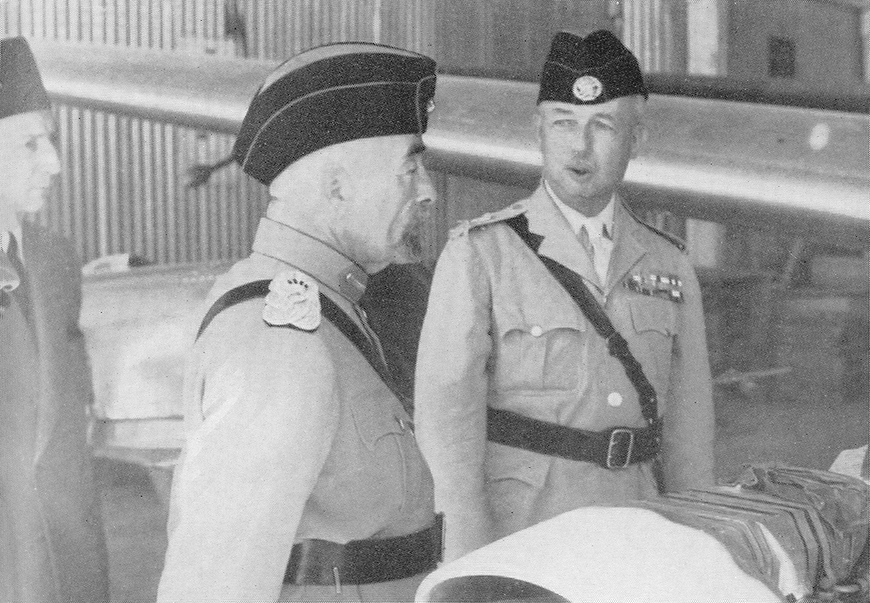
Glubb Paša (vpravo) s králem Abdalláhem den před královým zavražděním.

Generál John Bagot Glubb, později známý též jako Glubb Paša (16. dubna 1897 – 17. března 1986) byl britský a později jordánský voják, v letech 1939–1956 velitel Arabské legie.

## Život
Za první světové války působil na západní frontě, po ní se ve dvacátých letech přesunul na Blízký východ, kde si navykl životu mezi beduíny a spřátelil se s zajordánským emírem Abdalláhem.
V roce 1939 převzal vedení nad Abdalláhovou Arabskou legií, z níž vytvořil nejefektivnější bojovou sílu arabského světa. V roce 1948 ji vedl do boje proti nově vzniklému Izraeli a obsadil s ní Západní břeh Jordánu a Východní Jeruzalém, kterážto území se tím až do šestidenní války staly součástí Jordánska.
V roce 1956 jej král Husajn musel spolu s dalšími důstojníky britského původu zbavit velení nad Arabskou legií, neboť sílící nacionalismus v království činil jeho setrvání ve funkci politicky neúnosným. Přesto zůstal až do smrti přítelem a poradcem krále.
V důchodu, který trávil převážně ve Spojeném království, napsal vícero knih o vojenství, politice a obyvatelích Blízkého východu.